# The Mirror (The Twilight Zone)
"The Mirror" is een aflevering van de Amerikaanse televisieserie The Twilight Zone. Het scenario van de aflevering werd geschreven door George Clayton Johnson.

## Plot

### Opening
This is the face of Ramos Clemente, a year ago a beardless, nameless worker of the dirt who plodded behind a mule, furrowing someone else's land. And he looked up at a hot Central American sun and he pledged the impossible. He made a vow that he would lead an avenging army against the tyranny that put the ache in his back and the anguish in his eyes, and now one year later the dream of the impossible has become a fact. In just a moment we will look deep into this mirror and see the aftermath of a rebellion... in the Twilight Zone.
— Rod Serling

### Verhaal
Ramos Clemente, voorheen een arme boer, viert het succes van “de revolutie van het volk”, die door hem en zijn vier vrienden werd geleid. De ambitieuze Ramos bezoekt de zojuist afgezette leider van het land. Die waarschuwt Ramos dat nu hij aan de macht is, hij spoedig overal vijanden zal gaan zien. Zelfs in de spiegel.
Al snel vervalt Ramos in dezelfde methodes als de oude leider. Zijn vrienden beginnen aan hem te twijfelen. Ramos wordt achterdochtig en weet vrijwel zeker dat ze tegen hem samenspannen. Hij laat ze allemaal oppakken en executeren. Uiteindelijk bezwijkt hij onder zijn paranoia en ziet in dat de ware vijand zijn eigen spiegelbeeld is.

### Slot
Ramos Clemente, a would-be god in dungarees, strangled by an illusion, that will-o-'the-wisp mirage that dangles from the sky in front of the eyes of all ambitious men, all tyrants--and any resemblance to tyrants living or dead is hardly coincidental, whether it be here or in the Twilight Zone.
— Rod Serling

## Rolverdeling
- Peter Falk : Ramos Clemente
- Will Kuluva : De Cruz
- Richard Karlan : D'Alessandro
- Vladimir Sokoloff : de Priester

## Trivia
- Ramos Clemente is qua uiterlijk duidelijk gebaseerd op Fidel Castro.